# Xbox Live
Xbox Live este un serviciu online de Jocuri multiplayer si de difuzare Media digitala creat si operat de Microsoft. A fost pentru prima data disponibil pentru consola Xbox pe 15 noiembrie 2002. O versiune actualizata a serviciului a devenit disponibila pentru consola Xbox 360 la lansarea consolei pe 22 noiembrie 2005, iar o noua versiune îmbunătățită a fost lansata pe 22 noiembrie 2013 o data cu Xbox One.
Serviciul a fost extins in 2007 si pe Microsoft Windows, numita Games for Windows-Live, ceea ce face ca majoritatea aspectelor sistemului sa fie disponibile computerele Windows. Microsoft a anuntat planuirile de a extinde Live la alte platforme, cum ar fi Telefoane Mobile si Console Portabile, ca parte a initiativei Live Anywhere. Cu Sisteme de operare pentru Mobil marca Microsoft, cum ar fi Windows Phone, functionalitate completa Xbox Live este integrat in telefoane noi pentru Windows, care a lansat de la sfirsitul anului 2010. Serviciul Xbox Live este oprit pentru Originalul Xbox pe 15 aprilie 2010.
Serviciul Xbox Live este disponibil atat ca serviciu gratuit, cat si ca abonament, cunoscut sub numele de Xbox Live Silver si respectiv Xbox Live Gold, cu cele mai multe caracteristici cum ar fi jocurile online restrictionate la serviciul Gold.

## Disponibilitate
Incepand cu data 16 decembrie 2017, Xbox Live este disponibil in prezent in 45 de tari: